# Nudaria quilimanicola
Nudaria quilimanicola là một loài bướm đêm thuộc phân họ Arctiinae, họ Erebidae.